# Austin Menaul
Austin Menaul (James Austin Menaul; * 26. März 1888 in Albuquerque; † 17. Oktober 1975 in Menlo Park) war ein US-amerikanischer Zehnkämpfer.
Bei den Olympischen Spielen 1912 in Stockholm wurde er Vierter im Fünfkampf.
Seine persönliche Bestleistung im Zehnkampf von 7414,555 Punkten stellte er am 23. Mai 1912 in Evanston auf.